# Hypopterygium elatum
Hypopterygium elatum är en bladmossart som beskrevs av Pierre Tixier 1966. Hypopterygium elatum ingår i släktet Hypopterygium och familjen Hookeriaceae. Inga underarter finns listade i Catalogue of Life.